# Alode d'Auxerre
Pour les articles homonymes, voir Censure (homonymie).

Saint Alode d'Auxerre, Aleu, Alodius, Elodius, Eladius ou Hellodius, est évêque d'Auxerre de 451 à 472.
C'est un saint célébré le 28 septembre.

## Biographie
Alode est consacré évêque d'Auxerre en 451, le 30 septembre ou le 1er octobre (jour de la fête de saint Germain).
Alode est peut-être un disciple de saint Germain ; quel qu'il soit, il s'en inspire. Sa bonne réputation attire la pareille et c'est de son temps que Marien, arrivant du Berry, s'installe au monastère Saint-Cosme et Saint-Damien, premier monastère du diocèse d'Auxerre fondé par saint Germain vers l'an 429 - la réputation de Marien devient à son tour telle qu'à sa mort, quand il est enterré au monastère, celui-ci prend son nom et devient le monastère Saint-Marien.
Il est inhumé un 28 septembre dans l'oratoire de Saint Maurice, qui commençait à être appelé l'église Saint-Germain. L'année de sa mort est au plus tôt en 465 et au plus tard en 472.